# Капачи
Капачи (итал. Capaci) — коммуна в Италии, располагается в регионе Сицилия, подчиняется административному центру Палермо.
Население составляет 10 255 человек (на 2004 г.), плотность населения составляет 1688 чел./км². Занимает площадь 612 км². Почтовый индекс — 90040. Телефонный код — 091.
Покровителем коммуны почитается святой Эразм. Праздник ежегодно празднуется 2 июня.

## Визитная карточка
Капачи входит в состав коммуны Капачи-Пестум и находится на юго-западном побережье Италии, рядом с устьем реки Селе. Название места берет свое начало от латинского «источник воды». Впервые Капачи был упомянут в документах 1051 г., а с 1811 по 1860 годы город служил столицей региона.

### Развлечения и активный отдых
Капачи расположен на самом берегу Тирренского моря. Курорт известен песчаными пляжами, окруженными с одной стороны теплым морем, а с другой – густыми сосновыми лесами.
Кроме того, Капачи знаменит соседством с одной из  исторических достопримечательностей Италии – древним городом Пестум, основанным греками в VII в. до н.э. как Посейдония. На территории Пестума сегодня сохранились три дорических храма первой половины VI в. до н.э., один из которых посвящен Афине, а два других – Гере, а также коринфский храм Мира II в. до н.э., руины городских стен и амфитеатра, и гробница с изумительными фресками, датируемыми 470 г. до н.э. Памятники Пестума внесены в список Всемирного наследия ЮНЕСКО. Здесь же работает Национальный музей, в котором представлены археологические находки.
Из Капачи можно съездить в Чиленто-и-Валло-ди-Диано – второй по величине Национальный парк Италии, занимающий более 1810 кв.км.